# Katrin Alström
Barbro Katrin Alström (även stavat Ahlström), född 29 december 1955, är en svensk tidigare journalist.

## Biografi
Alströms första jobb som journalist var att ansvara för tidningen Hundsports ungdomssida. Hon har därefter skrivit för bland annat Expressen, Dagens Nyheter och Vi Bilägare.
Hon arbetade på Hus & Hem fram till år 2000 när hon gick över till Elle Interiör där hon mot slutet var tillförordnad chefredaktör. År 2002 rekryterades hon tillbaka till Hus & Hem som chefredaktör. Under hennes tid som chefredaktör för Hus & Hem gjordes flera olika satsningar, däribland Metro Hus & Hem som var en återkommande bilaga i Metro.
Mot slutet av 2006 rekryterades Alström av Bonnier som ny chefredaktör för Allt om mat samt dess danska och norska motsvarigheter. Från 2009 var hon även ansvarig för affärsområdet "Mat och trädgård" på Bonnier Tidskrifter. Hon lämnade Allt om mat mot slutet av 2011.
Alström valde därefter att lämna förlagsbranschen helt för att istället bli psykoterapeut.

## Familj
Katrin Alström är dotter till modejournalisten och hovreportern Birgitta Alström och fotografen Ove Alström. Hon är gift med Dagens Nyheter-journalisten Måns Wallgren.